# Brandhorst
Brandhorst ist ein Ortsteil der Stadt Oranienbaum-Wörlitz im Landkreis Wittenberg in Sachsen-Anhalt.

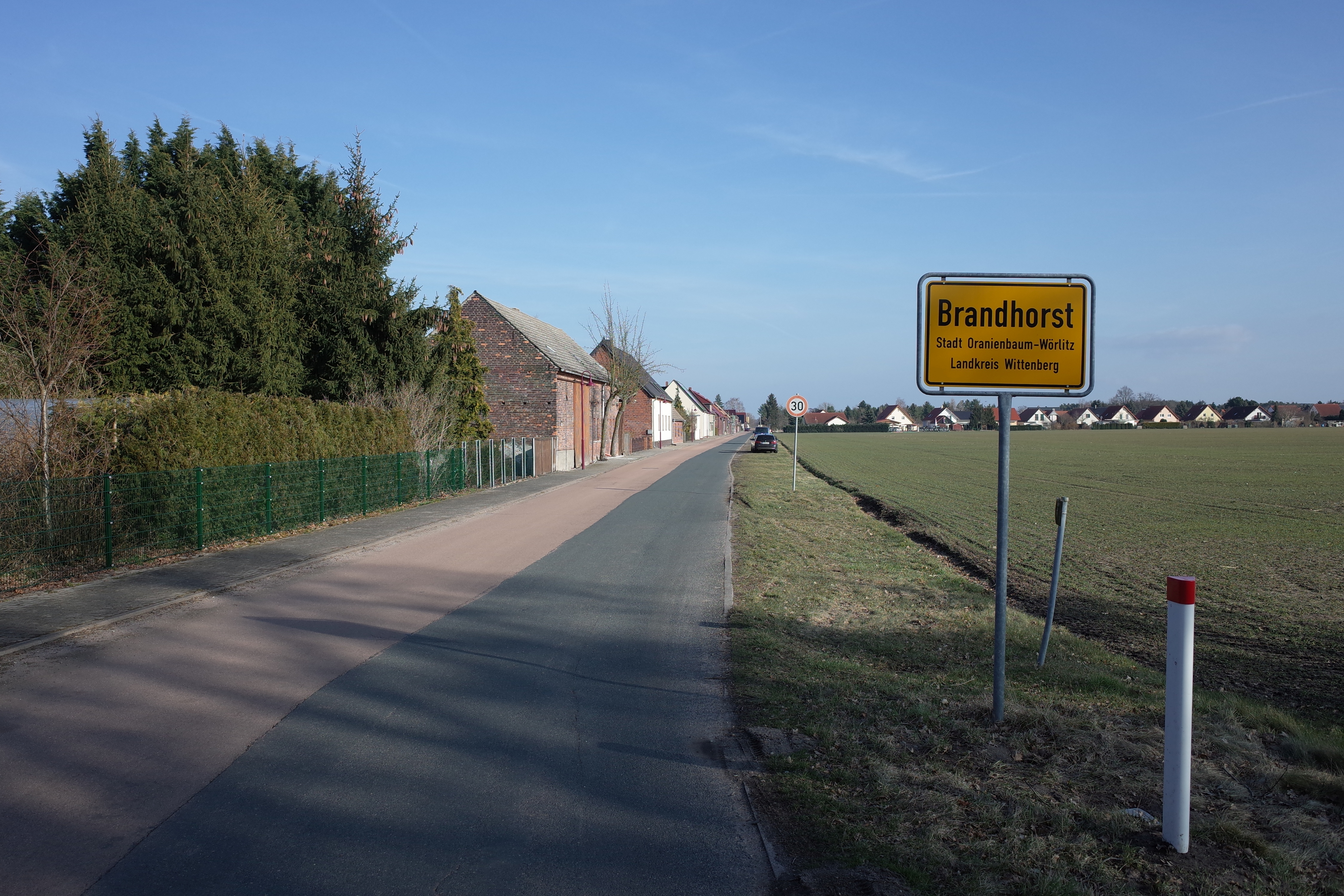
Brandhorst

## Geografie
Bis zu ihrer Auflösung durch das Gesetz über die Neugliederung der Gemeinden im Land Sachsen-Anhalt betreffend den Landkreis Wittenberg (GemNeuglG WB), das am 1. Januar 2011 in Kraft trat, war die Gemeinde Brandhorst sowohl nach Fläche als auch nach Einwohnerzahl die kleinste Gemeinde Sachsen-Anhalts. Der Ortsteil liegt südlich des Elbe-Ufers im Biosphärenreservat Mittelelbe. Nur wenige Kilometer entfernt befindet sich der Wörlitzer Park inmitten des Dessau-Wörlitzer Gartenreiches, das in der zweiten Hälfte des 18. Jahrhunderts unter der Regentschaft von Fürst Leopold III. Friedrich Franz von Anhalt-Dessau geschaffen wurde. Das Gebiet um Brandhorst ist flach und wird von zahlreichen Gräben und Bächen durchzogen.

## Geschichte
Der Ort entstand auf einer alten Mark, die den Namen Brandhorst führte. Fürst Leopold I. ließ die Gegend von 1706 bis 1709 entwässern. Dadurch wurde die Gründung des Ortes möglich. Seine Mutter, Fürstin Henriette Catharina von Nassau-Oranien, schenkte 1708 dem Müller Herrmann einen Bauplatz zum Bau der Kakauer Mühle. 1747 wird Brandhorst erstmals als Ort erwähnt.
Von 1994 bis 2004 gehörte Brandhorst zur Verwaltungsgemeinschaft Oranienbaum. Am 1. Juli 2007 wurde die Gemeinde Brandhorst aufgrund einer Kreisgebietsreform vom ehemaligen Landkreis Anhalt-Zerbst in den Landkreis Wittenberg eingegliedert.
Am 1. Januar 2011 wurde Brandhorst in die neue Stadt Oranienbaum-Wörlitz eingegliedert.

## Verkehrsanbindung
Das Straßendorf Brandhorst zieht sich von der L 133 (nach Dessau-Roßlau über Vockerode, ehemals Bundesstraße 107) bis zur L 131 (von Oranienbaum nach Wittenberg). Der Autobahnanschluss der A 9 Dessau-Ost ist ca. 9 km entfernt.
Die nächsten Bahnhöfe befinden sich in Dessau-Roßlau bzw. in Radis (Bahnlinie Wittenberg–Bitterfeld). Der Bahnhof Oranienbaum der Dessau-Wörlitzer Eisenbahn wird nur in der Sommersaison bedient.